# حسنعلی مستشار
میرزا حسنعلی مستشارالملک (۱۲۵۸ یا ۱۲۷۳ تهران - اسفند ۱۳۲۴ تهران) که نام خانوادگی مستشار ادیب و عضو پیوسته فرهنگستان ایران و نماینده مجلس شورای ملی بود.
پدرش میرزا شفیع گرکانی (۱۲۵۴ ه‍.ق - ۱۳۲۶ ه‍.ق) وزیر بیوتات عصر مظفری و پدربزرگش میرزا حسن گرکانی بودند. در مدارس قدیمه تهران ادبیات فارسی و عربی و فلسفه و عرفان و ریاضیات فرا گرفت و سپس خود به تدریس پرداخت. معروف است که خطی زیبا داشت، مسلط به تاریخ و ادبیات فارسی و عربی و صاحب فضیلت و ذوق و هنر بود و محفلی گرم داشت تا جایی که در مجلسی که حضور می‌یافت، کسی را یارای سخن گفتن نبود. در محاورات خود غالباً از اشعار فرخی سیستانی و خاقانی شاهد قول می‌آورد.
مستشار در سال ۱۳۱۰ خورشیدی به سوئیس اعزام شد تا به ولیعهد و سایر فرزندان رضاشاه ادبیات فارسی بیاموزد. در سال ۱۳۱۵ همراه با ولیعهد به ایران بازگشت و به عضویت پیوسته فرهنگستان منصوب شد. در سال ۱۳۱۸ به نمایندگی تهران به مجلس شورای ملی رفت (دوره دوازدهم) و در دوره بعد نیز کرسی خود را حفظ کرد.
نه سال پس از مرگ او، مجلس شورای ملی در قانونی مصوب ۱۷ اردیبهشت ۱۳۳۴، با عنوان «قانون برقراری وظیفه و مستمری دربارهٔ عده‌ای از کارمندان و مأموران سابق دولت و وراث آنها» از محل بودجه وزارت فرهنگ، مستمری معادل ماهیانه چهارصد تومان برای خانواده و بازماندگانش معین کرد که البته بعدها ادامه نیافت و منسوخ شد.
مستشارالملک در قبرستان ظهیرالدوله به خاک سپرده شد.